# Köyceğiz Gölü
Der Köyceğiz Gölü ist ein See im Südwesten der Türkei in der Provinz Muğla.
Der See befindet sich 20 km westlich von Dalaman und etwa 5 km von der Mittelmeerküste entfernt. Die Meeresgewässer über den schiffbaren Flussverlauf Kalbis zum späteren See verlandeten in der Spätantike zu sumpfigen Wasserarmen. Heute liegt der entstandene See in einer Schwemmlandebene, der Dalyan-Köyceğiz-Ebene. Er besitzt eine Wasserfläche von 52 km² und liegt auf einer Höhe von 8 m. Die Stadt Köyceğiz liegt am nördlichen Seeufer.
Der See wird über den 14 km langen Dalyan-Kanal zum Mittelmeer hin entwässert. Zwischen Mittelmeer und See befinden sich ein Feuchtgebiet, das sich innerhalb des Köyceğiz-Dalyan-Naturreservat befindet, sowie die Stadt Dalyan.